# Štičí rybník
Štičí rybník este o arie protejată (arie specială de conservare — SAC, sit de importanță comunitară — SCI) din Republica Cehă întinsă pe o suprafață de 3,81 ha, integral pe uscat.

## Localizare
Centrul sitului Štičí rybník este situat la coordonatele 48°59′25″N 14°47′03″E / 48.990278°N 14.784167°E.

## Înființare
Situl Štičí rybník a fost declarat sit de importanță comunitară în aprilie 2005 pentru a proteja 1 specie de plante. Situl a fost protejat și ca arie specială de conservare în iulie 2012.

## Biodiversitate
Situată în ecoregiunea continentală, aria protejată nu include niciun habitat protejat.
La baza desemnării sitului se află o specie protejată de  plante: Coleanthus subtilis.